# قائمة أفلام 2019
قائمة أفلام 2019 هي نظرة عامة للأفلام التي تم إنتاجها في سنة 2019، بما فيها أعلاها دخلا على مستوى العالم وقائمة بها حسب تاريخ صدورها. كما تتناول أهم الأحداث التي طبعت السنة السينمائية 2019 (مهرجانات، جوائز)، بالإضافة إلى أبرز الوفيات التي رافقت هذه السنة في مجال السينما.

## أعلى الأفلام تحقيقاً للإيرادات
أهم الأفلام التي صدرت عام 2019، مرتبة حسب الإيرادات المحققة عالمياً، كما يلي:
| الترتيب | العنوان                   | الموزع                         | الإيرادات العالمية |
| ------- | ------------------------- | ------------------------------ | ------------------ |
| 1       | المنتقمون: نهاية اللعبة   | والت ديزني ستوديوز موشن بيكشرز | $2,797,800,564     |
| 2       | الأسد الملك               | والت ديزني ستوديوز موشن بيكشرز | $1,656,405,082     |
| 3       | سبايدرمان: بعيدا عن الوطن | سوني بيكتشرز                   | $1,131,927,996     |
| 4       | كابتن مارفل               | والت ديزني ستوديوز موشن بيكشرز | $1,128,274,794     |
| 5       | حكاية لعبة 4              | والت ديزني ستوديوز موشن بيكشرز | $1,073,394,593     |
| 6       | جوكر                      | وارنر برذرز                    | $1,060,342,715     |
| 7       | علاء الدين                | والت ديزني ستوديوز موشن بيكشرز | $1,050,693,953     |
| 8       | ملكة الثلج 2              | والت ديزني ستوديوز موشن بيكشرز | $1,033,623,091     |
| 9       | هوبس أند شاو              | يونيفرسال بيكشرز               | $758,910,100       |
| 10      | ني زا                     | Beijing Enlight ‏               | $728,993,357       |

- المنتقمون: نهاية اللعبة أصبح خامس فيلم تجتاز إيراداته حاجز ملياري دولار في جميع أنحاء العالم وأصبح بالمركز الأول في قائمة أعلى الأفلام دخلا.
- الأسد الملك, سبايدرمان: بعيدا عن الوطن, كابتن مارفل, حكاية لعبة 4, علاء الدين و جوكر، حيث بلغ إجمالي الإيرادات لكل منهم فرق مليار دولار، مع احتلال كل من الأسد الملك حكاية لعبة 4 مراكز متقدمة في قائمة أعلى أفلام الرسوم المتحركة دخلا. جوكر أول فيلم ذو التصنيف المقيد (R rated) يجتاز حاجز مليار دولار في شباك التذاكر في جميع أنحاء العالم،.

## هوامش
1. ↑  Ne Zha Gross
  - China  –  723,650,000 دولار أمريكي[2]
  - United States, United Kingdom, Australia, New Zealand, and Vietnam  –  6,307,704 دولار أمريكي[3]